# Clàudia Rius i Llorens
Clàudia Rius i Llorens (Capellades, 1994) és una periodista cultural i creadora de continguts audiovisuals catalana. Graduada en Periodisme per la Universitat Autònoma de Barcelona, va cursar un màster en Estudis comparatius de literatura, art i pensament a la Universitat Pompeu Fabra. Del maig de 2021 a l'agost de 2024, va ser la cap de comunicació del Departament de Cultura de la Generalitat de Catalunya.
Des del 2017 va ser cap de redacció del mitjà digital Núvol on també coordinava la secció d'art. La seva feina al capdavant d'aquesta secció va permetre al mitjà ser reconegut amb un dels guardons de la 36a edició dels Premis de l'Associació Catalana de Crítics d'Art (ACCA).
Juntament amb Juliana Canet, Bru Esteve i Arnau Rius, va ser una de les impulsores del Canal Malaia, un projecte endegat el 2020 per promoure la creació de continguts en català a Internet, especialment a plataformes digitals com YouTube i Instagram. També és una de les creadores de Gent de merda, un podcast català d'entreteniment vertebrat al voltant d'entrevistes i reflexions sobre les preocupacions dels mil·lennistes que es va començar a emetre a finals del 2019. Ha sigut membre dels jurats del Premi Mercè Rodoreda de contes i narracions i del Premi Ciutat de Barcelona.